# Cathédrale Sainte-Sophie de Harbin
Pour les articles homonymes, voir Cathédrale Sainte-Sophie.
La cathédrale Sainte-Sophie de Harbin est un ancien édifice religieux orthodoxe néo-byzantin situé dans la ville de Harbin dans la province d'Heilongjiang en Chine. Depuis 1997, l'église abrite le musée d'architecture de la ville.

## Architecture
La cathédrale est en brique, elle ressemble à l'Église de l'Épiphanie à Saint-Pétersbourg.

## Historique
L'église était une église pour les soldats de l'armée russe. À l'origine, l'église était en bois. Les travaux ont commencé le 17 mars 1907.
Le 27 septembre 1923, les travaux de l'église actuelle en brique conçue par l'architecte russe Mikhail Matveevich Oskolkov (Михаил Матвеевич Осколков) ont débuté.
Les travaux sont achevés le 25 novembre 1932.
L'église a été fermée en 1958, elle était utilisée comme entrepôt avant sa restauration. 
L'église est classée comme site historique et culturel majeur protégé au niveau national en 1996.
En 1997, l'église est restaurée et est devenue le musée de l'architecture de ville.